# Jesus (Gackt-dal)
A Jesus Gackt japán énekes kislemeze, mely 2008. december 3-án jelent meg a Dears kiadónál. Ez volt az első, saját kiadós kislemeze, azonban a Nippon Crown támogatásával jelent meg. A rajongói klub tagjai számára november 26-án elérhetővé vált egy limitált kiadás, a hagyományos kislemez pedig december 3-án jelent meg. A dalt a Metallica One című dala inspirálta.

## Számlista
| #  | Cím                                  | Hossz |
| -- | ------------------------------------ | ----- |
| 1. | Jesus                                | 3:37  |
| 2. | Sayonara -ЯR II ver.-                | 5:14  |
| 3. | Jesus (Instrumental)                 | 3:36  |
| 4. | Sayonara -ЯR II ver.- (Instrumental) | 5:06  |

## Slágerlista-helyezések
| Slágerlisták (2008)             | Legmagasabb helyezés |
| ------------------------------- | -------------------- |
| Oricon heti kislemezlista       | 7                    |
| Billboard Japan Hot 100         | 41                   |
| Billboard Japan Top Independent | 2                    |